# Lampides ccheilea
Lampides ccheilea är en fjärilsart som beskrevs av Hans Fruhstorfer 1916. Lampides ccheilea ingår i släktet Lampides och familjen juvelvingar. Inga underarter finns listade i Catalogue of Life.